# Джошуа Белл
Джошуа Белл (англ. Joshua Bell; нар. 9 грудня 1967, Блумінгтон, штат Індіана) — американський скрипаль.

## Біографія
Народився у Блумінгтоні, штат Індіана, США. Батько Белла Алан Белл був співробітником Інституту Кінсі та почесним професором Індіанського університету). Мати Ширлі була терапевтом.
Вчився у Джозефа Гінгольда, (у десятирічному віці він навіть брав участь у дитячому чемпіонаті США з тенісу), надалі Белл також поєднував кар'єру блискучого академічного музиканта з участю в різних телепередачах (у тому числі «Вулиця Сезам»), записом музики для популярних фільмів — зокрема, саме Белл виконував музику Джона Корільяно до фільму «Червона скрипка» (Корільяно спеціально дякував Беллові за натхненне виконання при отриманні премії Оскар за найкращу оригінальну музику); пізніше скрипка Белла звучала в фільмі «Ангели та демони».
Музичні досягнення Белла були в 2007 р. відзначені найвищою нагородою для академічних виконавців США — Премією Евері Фішера. Джошуа Белл грає на скрипці Gibson ex-Huberman роботи Антоніо Страдіварі 1713 року.
У музиканта є троє синів — Джозеф, Бенджамін та Самюель. Двоє молодших — близнюки, народилися 31 січня 2010 року.

## Експеримент: Джошуа Белл грає у метро

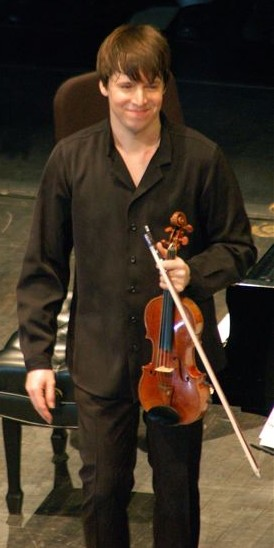
Джошуа Белл. 2008

У експерименті, організованому газетою Вашингтон пост, який не зовсім звичайний для великого академічного музиканта, 12 січня 2007 року Белл одяг бейсболку і грав на скрипці Страдіварі інкогніто як вуличний музикант у вестибюлі станції метро «L'Enfant Plaza» у Вашингтоні, округ Колумбія. Його 43-хвилинний виступ записувався на приховану камеру. З 1097 осіб, які пройшли повз нього, Белл зібрав $ 32,17 з 27 перехожих, тільки один з них впізнав його і лише на сімох він справив особливе враження. Цей експеримент був відображений у розгорнутому нарисі відомого журналіста Джина Вайнгартена, який розмірковує на основі цього прикладу про природу прекрасного і про його місце в житті сучасної людини. Вайнгартен отримав Пулітцерівську премію 2008 року (Pulitzer Prize for Feature Writing) за свої статті про експеримент. Вашингтон пост опублікувала відео на YouTube і повнометражний документальний фільм «Знайти свій шлях: Вуличний музикант у документалістиці, хроніка досвіду Белла» (Find Your Way: A Busker's Documentary, chronicled Bell's experience).

## Примітки

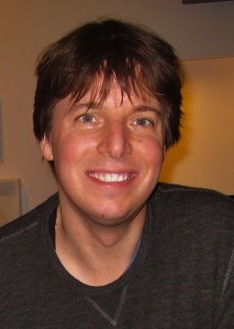